# Max Franz
Max Wolfgang Franz (Klagenfurt, 1 de septiembre de 1989) es un deportista austríaco que compitió en esquí alpino.
Ganó una medalla de bronce en el Campeonato Mundial de Esquí Alpino de 2017, en la prueba de descenso. En la Copa del Mundo consiguió tres victorias y diez podios en total.
Participó en tres Juegos Olímpicos de Invierno, entre los años 2014 y 2022, ocupando el sexto lugar en Sochi 2014, en la prueba de supergigante.

## Palmarés internacional
| Campeonato Mundial | Campeonato Mundial   | Campeonato Mundial | Campeonato Mundial |
| Año                | Lugar                | Medalla            | Prueba             |
| ------------------ | -------------------- | ------------------ | ------------------ |
| 2017               | Sankt Moritz (Suiza) | Medalla de bronce  | Descenso           |